# Morschenich-Neu
Morschenich-Neu is een plaats in de Duitse gemeente Merzenich, deelstaat Noordrijn-Westfalen, en telt 255 inwoners per 30 november 2020.

## Ligging, verkeer
Het "oude", in 1158 voor het eerst in een document vermelde, dorp Morschenich ligt direct aan het historische, uit een 9e-eeuwse legende (zie: Arnoldsweiler) bekende Bürgewald, waarvan het door de protestacties bekend geworden Hambacher Forst deel uitmaakt. Tot in de 19e eeuw was Morschenich zelfs niet meer dan een open plek in dit bos.
Circa één kilometer ten noorden van het dorp loopt de, vanwege de bruinkoolwinning tussen 2006 en 2014 1,7 km zuidwaarts verlegde, Autobahn A4. Bij Merzenich bevindt zich de dichtstbijzijnde afrit (nummer 7a).

## Een dorp, dat zou moeten verhuizen
Het dorp Morschenich stond op de nominatie, om geheel te wijken voor de bruinkoolwinning door RWE in de Dagbouw Hambach. In de periode 2012-2018 werd hiertegen door o.a. de milieubeweging heftig geprotesteerd. Dat leidde tot een stopzetting van de winning in oktober 2018. In 2020 is, mede naar aanleiding van de steeds bredere maatschappelijke steun voor het standpunt van de milieu-activisten, in een convenant tussen de overheid en RWE, de exploitante van de bruinkoolmijnen, besloten, dat de bruinkoolwinning in dit gebied voorlopig voor onbepaalde tijd, en wellicht zelfs, als het convenant in wetgeving zal zijn omgezet (planning: 2020-2023) definitief gestaakt wordt.
Intussen was reeds in 2015 begonnen, de inwoners van Morschenich straat voor straat van het oude dorp naar een nieuw dorp, Morschenich-Neu, te verhuizen. Dit op kosten van RWE gebouwde nieuwe dorp ligt twee kilometer ten zuiden van het oude dorp, direct ten oosten van de gemeente-hoofdplaats Merzenich, bij de stadswijk „Zwischen den Höfen“. Het dorp, dat al voor het grootste deel is afgebouwd, bestaat grotendeels uit vrijstaande bungalows. In 2017 werd het voor de dorpsgemeenschap belangrijke schuttersfeest tegelijk voor het laatst in het oude, en voor het eerst in het nieuwe dorp gevierd.
Na het besluit, de bruinkoolwinning te staken, werd besloten, ook de verdere sloop van het oude Morschenich (waarvan RWE vrijwel al het onroerend goed in eigendom verworven heeft) te staken, hoewel er in 2020 nog verscheidene huizen "wegens bouwvalligheid" zijn afgebroken.
Ook in de in juni 2019 aan de eredienst onttrokken rooms-katholieke kerk van het oude dorp, die op de nominatie stond om ook te worden gesloopt, zou weer voor vieringen in gebruik worden genomen. Deze St.-Lambertuskerk was in de 16e eeuw gebouwd en in de Tweede Wereldoorlog op de toren na verwoest, en na 1945 naar ontwerp van de bekende Düsseldorfer kerkbouw-architect Lehmbrock herbouwd. Of de katholieke inwoners van Morschenich-Neu in een (nog te bouwen) nieuw godshuis, of in de kerk van het 2 km noordelijker gelegen oude dorp ter kerke zullen gaan, is nog onduidelijk.
RWE werkt, evenals de overheid, mee aan plannen, om het oude Morschenich gedeeltelijk te laten voortbestaan. Daarbij wordt rekening gehouden met een eventueel monumentaal karakter van de gebouwen, die er zijn blijven staan. Daarvoor is onder andere advies ingewonnen bij enige Duitse universiteiten. In 2023 moet een definitief plan over de toekomst van het oude Morschenich gereedkomen. Wat de effecten hiervan voor Morschenich-Neu zullen zijn, is nog niet duidelijk.

## Varia

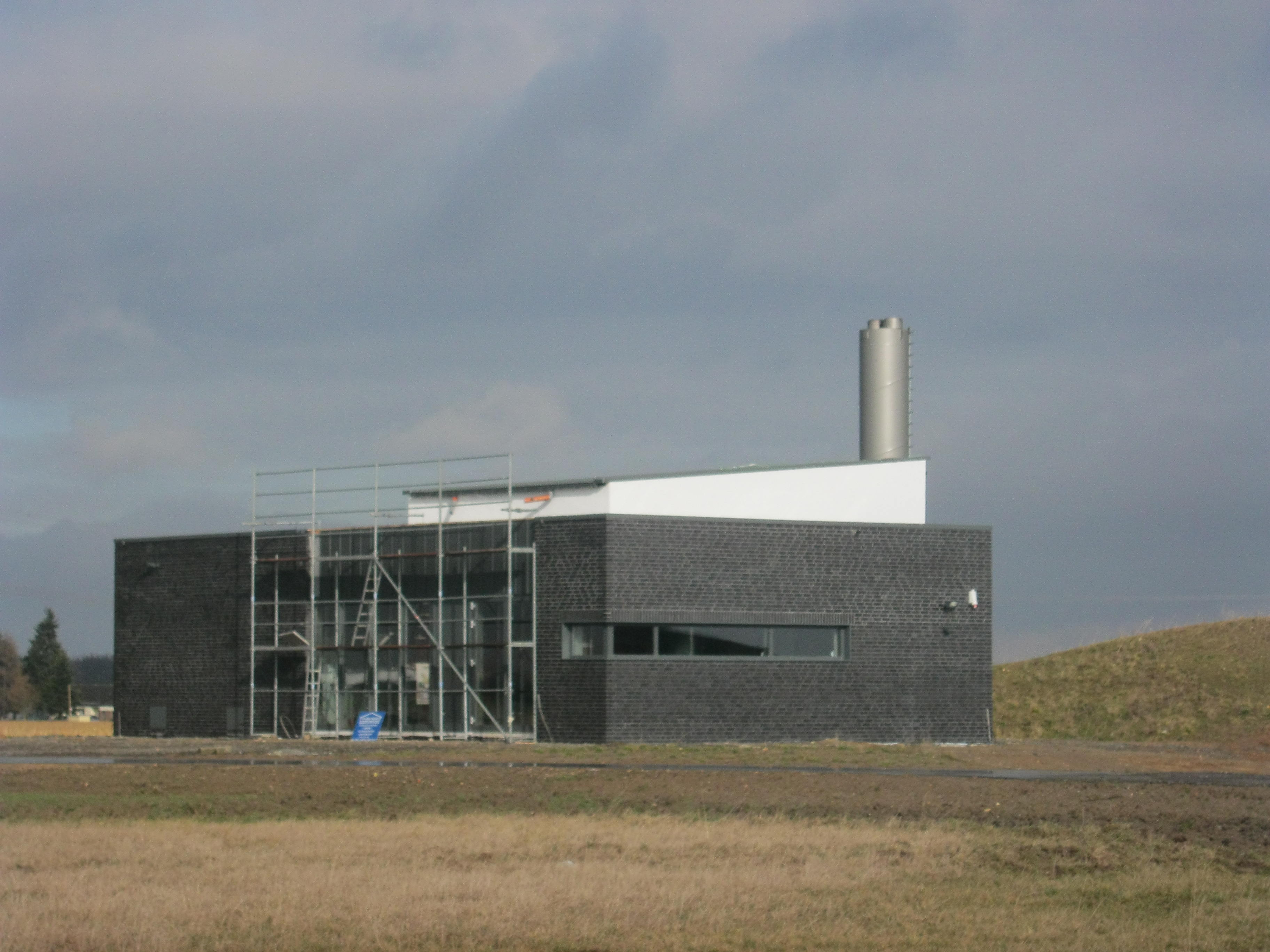
Dorpsverwarmingsinstallatie Nahwärme

RWE heeft voor het nieuwe dorp, Morschenich-Neu, een zgn. Nahwärme-installatie gebouwd. Deze moet alle huizen in het nieuwe dorp van warmte voorzien. De bedoeling is, dat dit ongeveer gelijkaardig werkt als stadswarmte in bepaalde Nederlandse steden. Hoe een en ander precies werkt, is een bedrijfsgeheim van RWE. Opvallend is, dat het de bewoners van Morschenich-Neu strikt verboden is, zonnepanelen te installeren of te gebruiken.